# أليكس وايز
أليكس وايز (بالإنجليزية: Alex Wise)‏ هو مقدم برامج إذاعية أمريكي، ولد في 1968.